# Бурческа, Яна
Я́на Бу́рческа (макед. Јана Бурческа; род. 6 июля 1993 года, Скопье, Республика Македония) — македонская певица. В 2011 году принимала участие в первом (и пока единственном) сезоне македонской версии шоу «Idol», заняв в итоге 5-е место. 21 ноября 2016 года была объявлена в качестве представительницы Македонии на Евровидении-2017 в Киеве. Во время второго полуфинала конкурса, который прошёл 11 мая 2017, в прямом эфире бойфренд Яны сделал ей предложение выйти замуж. Такое событие произошло впервые за всю историю конкурса..
В октябре 2017 года Яна родила девочку, которую назвали Дона.